# Курт Кофка
Курт Кофка (на немски: Kurt Koffka) е германски психолог, който заедно с Макс Вертхаймер и Волфганг Кьолер са основателите на движението на гещалт психологията. От тримата той е особено почитан поради многобройните си публикации. Гещалт движението — реакция срещу Вунт и (по-късно) бихевиоризма, подчертава перцептивните процеси и необходимостта поведението да се изучава в цялата му сложност — холистичен, новопоявяващ се подход, противопоставящ се на опитите то да се анализира на своите компоненти.
Преди да стане асистент на Вертхаймер през 1911 г. Кофка е провеждал изследвания върху представите и мисълта. На него дължим прилагането на гещалт принципите към психологията на развитието. Според него ученето е идентично на перцептивната организация и особено тенденцията насочена към целта да се възстанови равновесието на перцепциите (Praeganz).
През последните му години изследванията му се занимават предимно с цветното зрение и перцептивната организация. Основната му позиция по въпроса за ролята на наследствеността и възпитанието е по-нататъшно развитие на конвергентната теория на Щерн: психичното развитие е резултата от сътрудничество между вътрешни (наследствени) и външни (заучени) условия.